# L'odore del sesso
L'odore del sesso è un brano musicale scritto da Luciano Ligabue, estratto come secondo singolo dall'album Miss Mondo del 1999.
È stato frequentemente trasmesso in radio, raggiungendo la posizione numero 1 dell'airplay.

## Il testo
Racconta del contrasto tra razionalità individuale e istinto animale, scatenato dal senso dell'olfatto, nel caso in cui si stia parlando di sesso.
Questo testo ha vinto il "Premio Lunezia 2000", consegnato al cantautore a luglio.

## Il video musicale
Diretto da Alessandra Pescetta, vede Ligabue cantare in una sala dove si sta tenendo una cena di alta nobiltà. A capotavola una ragazza appare annoiata e molto più interessata all'esibizione del cantante, che ai discorsi dei suoi commensali. Alla fine la ragazza e il cantante si incontrano sotto il tavolo, fra l'indifferenza degli altri commensali.
Il videoclip è stato inserito nelle raccolte in DVD, Secondo tempo del 2008 e Videoclip Collection del 2012, quest'ultima distribuita solo in edicola.

## Tracce
1. L'odore del sesso – 3:34 (Luciano Ligabue)

## Formazione
- Luciano Ligabue - voce

### La Banda
- Federico Poggipollini – chitarra elettrica
- Mel Previte - chitarra elettrica
- Antonio Righetti - basso
- Roberto Pellati - batteria